# Снегопад (Однажды в сказке)
«Снегопад» (англ. Snow Falls) — третий эпизод американского телевизионного сериала в жанре фэнтези «Однажды в сказке». Премьерный показ серии в США состоялся 6 ноября 2011 года на телеканале ABC. В центре эпизода — история знакомства Белоснежки и Прекрасного принца; в Сторибруке Мэри Маргарет Бланшар влюбляется в неизвестного пациента больницы, находящегося в коме.

## Сюжет

### В Зачарованном лесу
Карета Прекрасного принца (Джошуа Даллас) и его невесты Эбигейл (Анастасия Гриффит) по пути в замок останавливается из-за лежащего на дороге дерева. Пока принц пытается очистить дорогу, неизвестный в капюшоне грабит карету. Принц гонится за вором, ему удаётся снять с него капюшон, и этим разбойником оказывается Белоснежка (Джиннифер Гудвин). Белоснежке удаётся убежать, однако позже принцу удаётся поймать её в ловушку. Принц требует отдать украденное ей кольцо, принадлежащее его матери. Белоснежка уже продала украденное и вместе они отправляются вернуть кольцо у купивших его троллей. По пути принц спасает Белоснежку от наёмников Злой Королевы. Тролли не желают возвращать кольцо, и пытаются убить принца. Белоснежка с помощью волшебной пыльцы превращает их в насекомых, спасает принца от троллей и возвращает ему кольцо.

### В Сторибруке
Мэри Маргарет Бланшар (Белоснежка) возвращается после неудачного свидания с доктором Вэйлом (Дэвид Андерс), и видит Эмму Свон (Дженнифер Моррисон). Эмме негде жить, и Мэри предлагает ей комнату у себя. На следующий день Мэри посещает в больнице неизвестного мужчину, лежащего в коме (Прекрасный принц). Сын Эммы, Генри (Джаред Гилмор), знает, кто они на самом деле, и полагает, что заклятие разрушится, если Мэри прочитает принцу сказку. Мэри соглашается, и во время чтения пациент берёт её за руку. Доктор Вэйл не верит, что неизвестный мог очнуться и отправляет Мэри домой. На следующий день неизвестный пациент исчезает. Эмма, Мэри Маргарет и шериф ищут его в лесу и по подсказке Генри находят его на «мосту Троллей». На следующий день Реджина Миллз приводит в больницу жену Дэвида Нолана (настоящее имя неизвестного пациента) Эбигейл / Кэтрин. Мэри Маргарет расстроена; Эмма соглашается переехать к ней.

### Открывающая сцена
Появляется тролль.

## Съёмки
Сценарий для серии написала продюсер сериала Лиз Тайглаар; режиссёром стал Дин Уайт, снявший множество эпизодов сериала Щит.
Во время съёмок актриса Джиннифер Гудвин получила травмы руки и лица в результате несчастного случая с лошадью. Гудвин также рассказала о том, что её коллега Дженнифер Моррисон, отыгравшая в нескольких сезонах телесериала Доктор Хаус, помогла ей во время съёмок сцены с сердечно-лёгочной реанимацией.

## Рейтинги и отзывы
Эпизод посмотрело на 5 % меньше телезрителей, чем было зафиксировано у предыдущей серии; однако сериал сохранил лидерство в таймслоте телеканала ABC. Серия получила рейтинг 3,7 среди аудитории в возрасте 18-49 лет; всего премьеру эпизода посмотрели 11,45 миллионов телезрителей. Сериал занял второе место среди передач, шедших в это время, уступив Football Night In America на телеканале NBC. В Канаде премьеру серии посмотрели 1,732 миллионов телезрителей. TV Fanatic оставил положительные комментарии об эпизоде.